# دنیل مصطفی
دنیل مصطفی (انگلیسی: Daniel Mustafá؛ زادهٔ ۲ اوت ۱۹۸۴) بازیکن فوتبال اهل آرژانتین است.
از باشگاه‌هایی که در آن بازی کرده است می‌توان به باشگاه فوتبال اتلتیکو تیگره، باشگاه فوتبال ایندیپندینته دل‌وایه، باشگاه فوتبال بلننسس، و باشگاه فوتبال اوئسکا اشاره کرد.
وی همچنین در تیم ملی فوتبال فلسطین بازی کرده است.